# Lucas dos Santos
Lucas Michel dos Santos Oliveira (ur. 10 kwietnia 1994 w Araraquarze) – brazylijski piłkarz występujący na pozycji napastnika, od 2025 roku zawodnik nikaraguańskiej Managui.